# Numitorio
Numitorio (I secolo a.C. – dopo il 39 a.C.) è stato un poeta romano.

## Biografia
Numitorio (il cui nome rimanda a Numitore, re di Alba Longa e nonno di Romolo, quindi di origine quantomeno laziale) ci è noto solo da una citazione del grammatico latino Elio Donato, nella biografia di Virgilio premessa al suo commento virgiliano, in cui è citato come uno degli  obtrectatores ("critici") di Virgilio. Poiché, stando a questo passo, compose la sua opera subito dopo la pubblicazione delle Bucoliche, nel 39 a.C., deve essere vissuto quantomeno nell'ultima metà del I secolo a.C.

## Antibucoliche
Dopo la pubblicazione delle Bucoliche, appunto, Numitorio scrisse una specie di Antibucoliche in risposta a Virgilio. Secondo Elio Donato, che è, come detto, l'unico a citarlo, si trattava di due ecloghe, che il grammatico definisce «la più insipida delle parodie».
Della prima antibucolica sappiamo che iniziava parodiando la prima ecloga virgiliana:
La seconda parodia prendeva in giro la III eclogaː
"No, invece è di Egone; i nostri parlano così in campagna"»
Anche ai tempi di Virgilio, l'aggettivo cuius-a-um usato nel cuium pecus virgiliano era marcatamente arcaico (anche se Numitorio sembra suggerire che sia rustico).